# Christian Ludwig Brehm

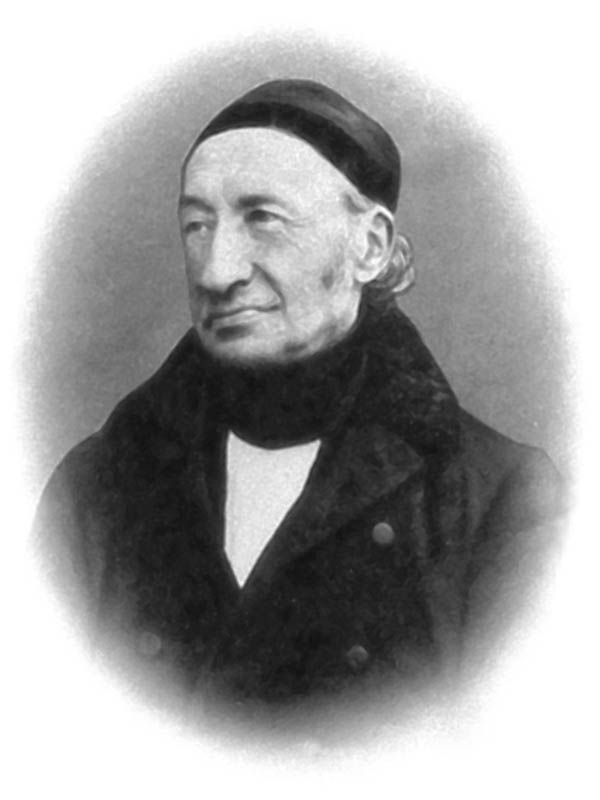
Christian Ludwig Brehm

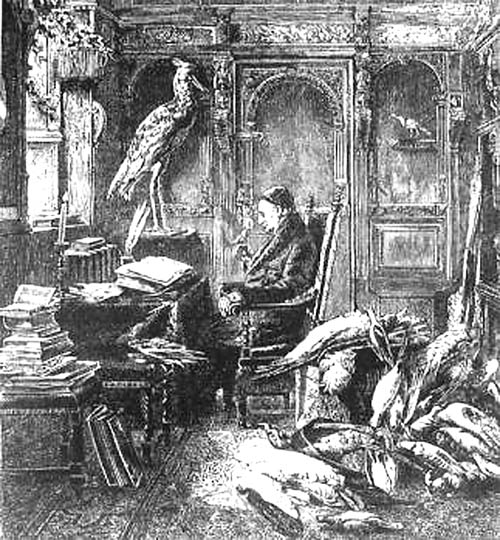
Brehm in zijn werkkamer

Christian Ludwig Brehm (Schönau vor dem Walde (Leinatal, Thüringen), 24 januari 1787 - Renthendorf bij Neustadt an der Orla, 23 juni 1864) was een Duitse predikant en natuuronderzoeker (vooral vogelkundige).

## Levensloop
Brehm stamde af van een Saksische familie van dominees. Zijn vader Carl August Brehm was predikant in zijn geboortestad en zijn moeder heette Sophia Christiana Philippa Heimberger. Hij doorliep het gymnasium in de stad Gotha en volgde in 1809 colleges in de theologie aan de Universiteit van Jena. Vervolgens werkte hij als privaatdocent in Lausnitz/Neustadt en werd hij op 8 maart 1812 beroepen als predikant naar Drakenburg. Deze positie verliet hij met Kerstmis van dat jaar en werkte daarna als plaatsvervangend predikant in Renthendorf. Hier ontwikkelde hij zijn kennis en vaardigheden op het gebied van de ornithologie. Hij verwierf de reputatie van de beste deskundige van zijn tijd op het gebied van de vogels. Christian Ludwig Brehm ontving tijdens zijn leven diverse onderscheidingen. Zo werd hij in 1822 opgenomen in de Deutsche Akademie der Wissenschaften Leopoldina en verkreeg hij in 1858 een eredoctoraat van de medische faculteit van de Universiteit van Jena. Zijn zoon Alfred Edmund Brehm werd ook een bekend en verdienstelijk bioloog.

## Werk
Brehm ontdekte dat er twee soorten zwartkopmezen in Europa voorkwamen, de matkop en de glanskop. Ook ontdekte hij het verschil tussen de gewone boomkruiper en de kortsnavelboomkruiper en het goudhaantje en het vuurgoudhaantje. Hij legde een collectie aan van 15.000 goed gedocumenteerde balgen, waarbij hij niet alleen mooi gekleurde volwassen vogels in zijn verzameling opnam, maar ook vogels in jeugdkleed of eclipskleed.

### Lijst van publicaties
- C.L. Brehm: Beiträge zur Vögelkunde 3 Bde, ab Bd. 3 in Zusammenarbeit mit W. Schilling. - Neustadt a. Orla 1820-1822.
- C.L. Brehm: Lehrbuch der Naturgeschichte aller europäischen Vögel, 2 Bde. - Jena 1823-1824
- C.L. Brehm: Ornis oder das neueste und Wichtigste der Vögelkunde - Jena 1824-1827, erste ornithologische Zeitschrift der Welt.
- C.L. Brehm: Handbuch der Naturgeschichte alle Vögel Deutschlands - Ilmenau 1831.
- C.L. Brehm: Handbuch für den Liebhaber der Stuben-, Haus- und aller der Zähmung werthen Vögel - Ilmenau 1832.
- C.L. Brehm: Der Vogelfang - Leipzig 1836.
- C.L. Brehm: Der vollständige Vogelfang - Weimar 1855.
- C.L. Brehm: Die Kunst, Vögel als Bälge zu bereiten - Weimar 1842.
- C.L. Brehm: Die Wartung, Pflege und Fortpflanzung der Canarienvögel - Weimar 1855, 2. Aufl. Weimar 1865, 3. Aufl. Weimar 1872, 4. Auflage Weimar 1883, 5. Aufl. Weimar 1893.
- C.L. Brehm: Die Naturgeschichte und Zucht der Tauben- Weimar 1857.
- E. Baldamus, C.L. Brehm, John Wilhelm von Müller & J.F. Naumann: Verzeichnis der Vögel Europa's. als Tausch-Catalog eingerichtet. - Stuttgart 1852
- C.L. Brehm: Monographie der Papageien oder vollständige Naturgeschichte aller bis jetzt bekannten Papageien mit getreuen und ausgemalten Abbildungen, im Vereine mit anderen Naturforscher herausgegeben von C.L. Brehm. - Jena & Paris 1842-1855

- Bibsys: 6022282
- CiNii: DA16921940
- Gemeinsame Normdatei: 116469838
- International Standard Name Identifier: 0000 0001 1059 4189
- Library of Congress Control Number: n86868922
- Nationale Bibliotheek van Tsjechië: xx0165087
- Nationale bibliotheek van Australië: 36586167
- Nederlandse Thesaurus van Auteursnamen: 252041429
- Réseau des bibliothèques de Suisse occidentale: 02-A003040494
- Istituto Centrale per il Catalogo Unico: TO0V462763
- Système universitaire de documentation: 146462351
- Trove: 1306727
- Virtual International Authority File: 42589869
- WorldCat: E39PBJc7XFpgmvgJKwcXpxrjG3